# Rašpor
 Rašpor  (olaszul: Raspo) falu Horvátországban, Isztria megyében. Közigazgatásilag Lanišćéhez tartozik.

## Fekvése
Az Isztriai-félsziget északi részén a Ćićarija-hegység területén, Buzettől 13 km-re északkeletre, községközpontjától 6 km-re északnyugatra egy völgyben fekszik. Itt halad át a Lanišćéből Trstenikre, Danéra és Vodicére menő út. A falutól északra a 829 méter magas Gradina-hegyen találhatók a középkori Rašpor egykor jelentős várának romjai.

## Története
A falutól 600 méterre északra emelkedő a 829 méter magas Gradina-hegyen, a vidék stratégiailag fontos pontján már a történelem előtti időkben erődített település állt. Jelentőségét a római korban is megőrizte amikor már nagyobb erődítmény volt ezen helyen. A Nyugatrómai Birodalom bukása után annak ellenére, hogy bizánci őrség állomásozott benne a vár elpusztult. 1000 körül a frankok újra jelentős erődített településsé építették ki, melynek vára a tipikus hűbérúri várak közé tartozott. Legkorábbi írásos említései a 13. században történtek „Raspurch”, „Rastpurch”, „Ratspurch”, illetve „Rasburg” alakban. 1264-ben említik először. Az aquileai pátriárka és a nevében igazgató goriciai (görzi) grófok uralma alá tartozott. Földesurai a folyamatos háborúk miatti elszegényedés következtében gyakran bocsátották zálogba a hozzá tartozó uradalommal, vagy annak egy részével együtt. Így történt ez 1358-ban is, amikor VII. Ménhárd goriciai gróf testvérének Erzsébetnek hozományaként adta Kujrakovics György korbáviai grófnak. 1394-ben a rašpori uradalom Podgraddal együtt Ménhárd lányának Goriciai Annának zálogbirtoka lett valószínűleg szintén hozományként amikor az Frangepán János vegliai herceg felesége lett. 1402-ben testvérei Henrik és Ménhárd goriciai és tiroli grófok Rašport Velencének adták át. Rašpor az azonos nevű kapitányság székhelye lett. Szerepe az volt, hogy biztosítsa védelmet és a békét az osztrák és velencei területek között ezen a határszakaszon. A rašpori kapitányok a velencei szenátus irányítása alá tartoztak és fennhatósági területükön széles körű önállósággal rendelkeztek minden adminisztrációs és jogi ügyben. Rašpor várán nagyszabású erődítési munkák kezdődtek. A cambriai liga 1508 és 1516 között tartó háborúi során 1511-ben elfoglalták a Frangepán Kristóf és Niccolő Rauber trieszti kapitány vezette császári csapatok. A Velencéhez hű rašpori kapitány Buzetre helyezte át székhelyét, de rašpori kapitányi titulusát megtartotta és továbbra is fontos szerepet töltött be Isztria igazgatásában. A rašpori uradalomból Račja Vas, Trstenik, Slum, Brest, Kropinjak, Podgorje, Dane, Brgudac, Lanišće, Klenovšćak, Prapoće, Podgaće továbbra is megmaradt a velencei fennhatóság alatt, míg Jelovice, Novaki, Vodice, Vele és Male Mune, valamint Žejane osztrák uralom alá került. 
A vár jelentőségét elveszítve pusztulásnak indult, mára csak romjai maradtak. A falunak 1857-ben 144, 1910-ben 167 lakosa volt. Lakói főként mezőgazdaságból, állattartásból, erdei munkákból, szénégetésből éltek. Áruikat főként Triesztben értékesítették. 2011-ben mindössze 3 lakosa volt.

## Lakosság
| Lakosság változása | Lakosság változása | Lakosság változása | Lakosság változása | Lakosság változása | Lakosság változása | Lakosság változása | Lakosság változása | Lakosság változása | Lakosság változása | Lakosság változása | Lakosság változása | Lakosság változása | Lakosság változása | Lakosság változása | Lakosság változása |
| ------------------ | ------------------ | ------------------ | ------------------ | ------------------ | ------------------ | ------------------ | ------------------ | ------------------ | ------------------ | ------------------ | ------------------ | ------------------ | ------------------ | ------------------ | ------------------ |
| 1857               | 1869               | 1880               | 1890               | 1900               | 1910               | 1921               | 1931               | 1948               | 1953               | 1961               | 1971               | 1981               | 1991               | 2001               | 2011               |
| 144                | 156                | 183                | 189                | 205                | 167                | 0                  | 0                  | 110                | 93                 | 66                 | 28                 | 26                 | 20                 | 17                 | 3                  |

## Nevezetességei
- Rašpor várának romjai[4] a falutól 600 méterre északra emelkedő a 829 méter magas Gradina-hegyen találhatók. A várat nagy valószínűséggel az északkeleti oldalról közelítették meg. Ebben volt a Szent Ilona-templom, amely mellett 1420-ban nyilvános ciszterna épült. A vár a Ćićarija lejtőin való elhelyezkedése miatt rendkívül fontos stratégiai támaszpont volt, mivel lehetővé vált az Isztria középső részét az Alpok előtti hátországgal összekötő utak ellenőrzését. A vár egy téglalap alakú, tornyos épület volt, amely az út felett domináns helyen állt. 1511-ig innen igazgatták a velenceiek Isztriát, ekkor a székhelyet Buzetre helyezték át. 1435-ben és 1472-ben az épület romlása miatt javításokat végeztek rajta. A 17. századra a várat már lebontották, bár a torony még állt, míg a 19. században csak a falak egyes töredékei voltak láthatóak. Ma maradványai a sűrű növényzet miatt nehezen hozzáférhetők.
- Szent Miklós tiszteletére szentelt templomát 1385-ben említik először, 1585-ben alapjaitól megújították.
- A falutól nem messze a Lanišće felé vezető út mellett található a Rašpori víznyelő, mely 361 méteres mélységével a legmélyebb víznyelő az Isztrián.
- A Trstenik felé vezető út menti völgyben nevezetes gyógynövénytelep található.